# Mercedes-Benz Travego
Travego — серия туристических и междугородных автобусов, флагман модельного ряда Mercedes-Benz с 1999 года, пришедшая на смену модели Mercedes-Benz O404. Серия имеет 4 основных модели, в зависимости от длины.
- Travego 15 RH — двухосный 12-метровый автобус с 44-51 местами для сидения.
- Travego 15 RHD — трёхосная модель, длиной 12 метров. Количество мест 49-51.
- Travego M 16 RHD — трёхосная модель, длиной 12,8 метра. Мест 48-53.
- Travego L 17 RHD — трёхосный автобус, длиной 13,8 метра. Мест 52-57.

Mercedes Travego выпускают на головном заводе в Мольсхайме (Германия), а также в Турецком
филиале Mercedes-Benz Türk (г. Хошдер).

## Технические характеристики
| Технические характеристики Mercedes Travego 15 RH |                     |
| Назначение                                        | Туристический / VIP |
| Габаритные размеры, мм                            | 12000x2550x3440     |
| Колёсная база, мм                                 | 6080                |
| Число мест для сидения                            | 44-51               |
| Число дверей для пассажиров                       | 2                   |
| Вместимость багажного отделения, кубометров       | 7                   |
| Двигатель                                         | Mercedes OM 457 hLA |
| Рабочий объём двигателя, л                        | 11,97               |
| Мощность двигателя, л. с./ мин                    | 354 / 2200          |
| Крутящий момент, Н.м / мин                        | 1600 / 1000         |
| Коробка передач                                   | 6-ст М              |

## Галерея

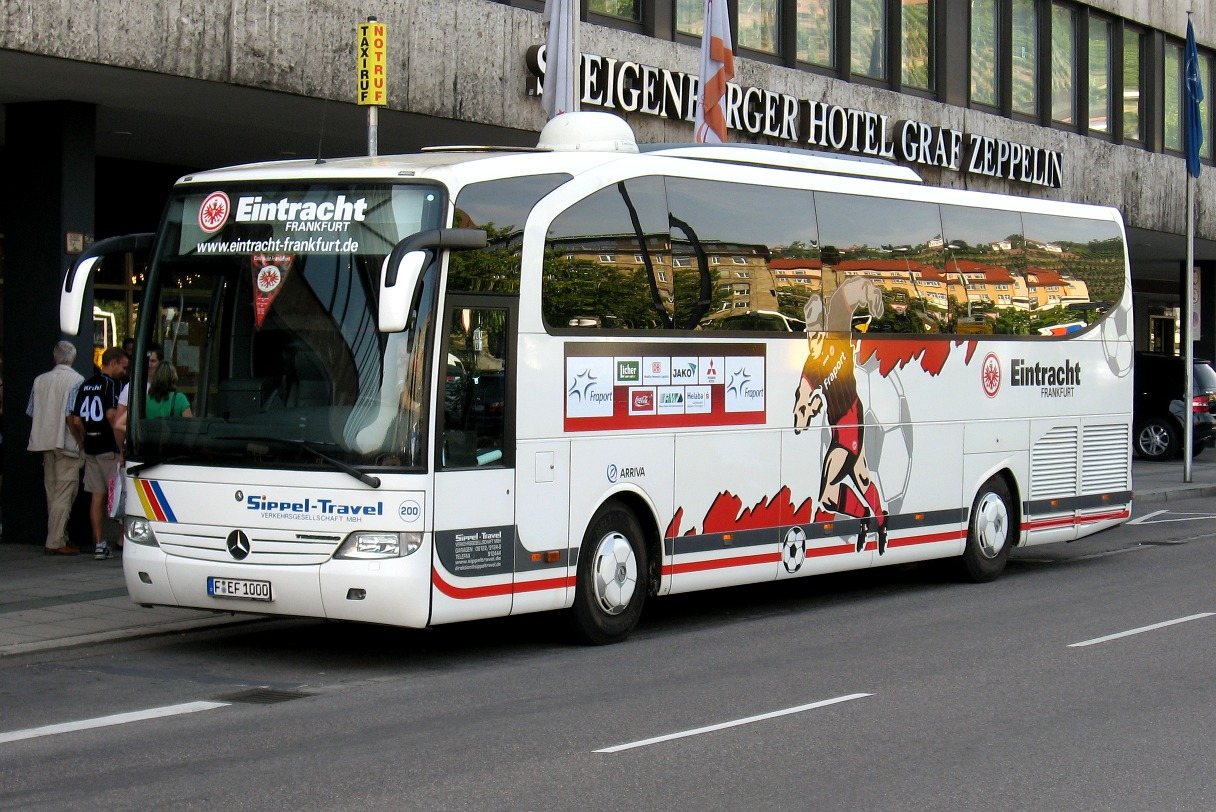
Travego 15 RH
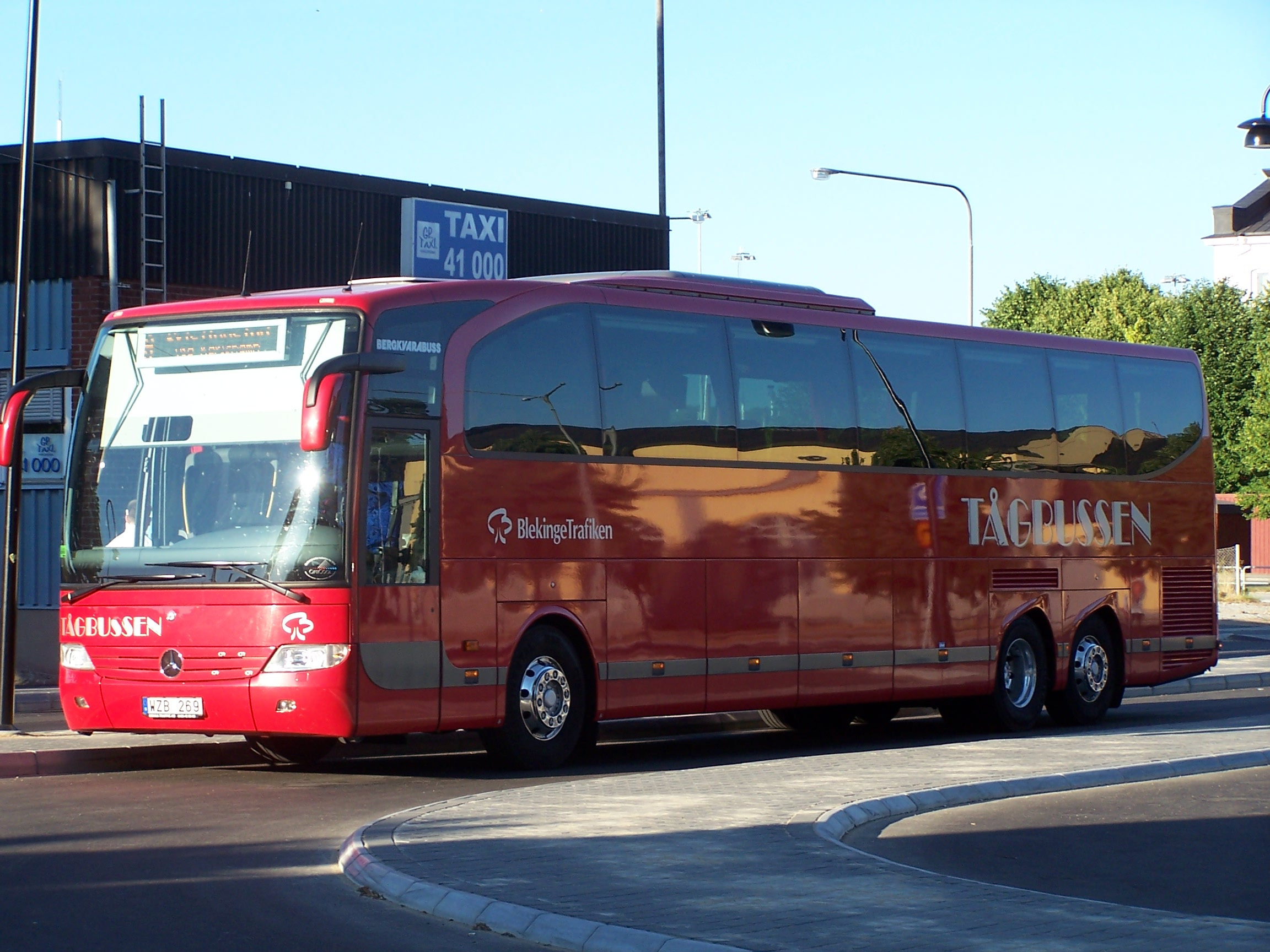
Travego M 16 RHD
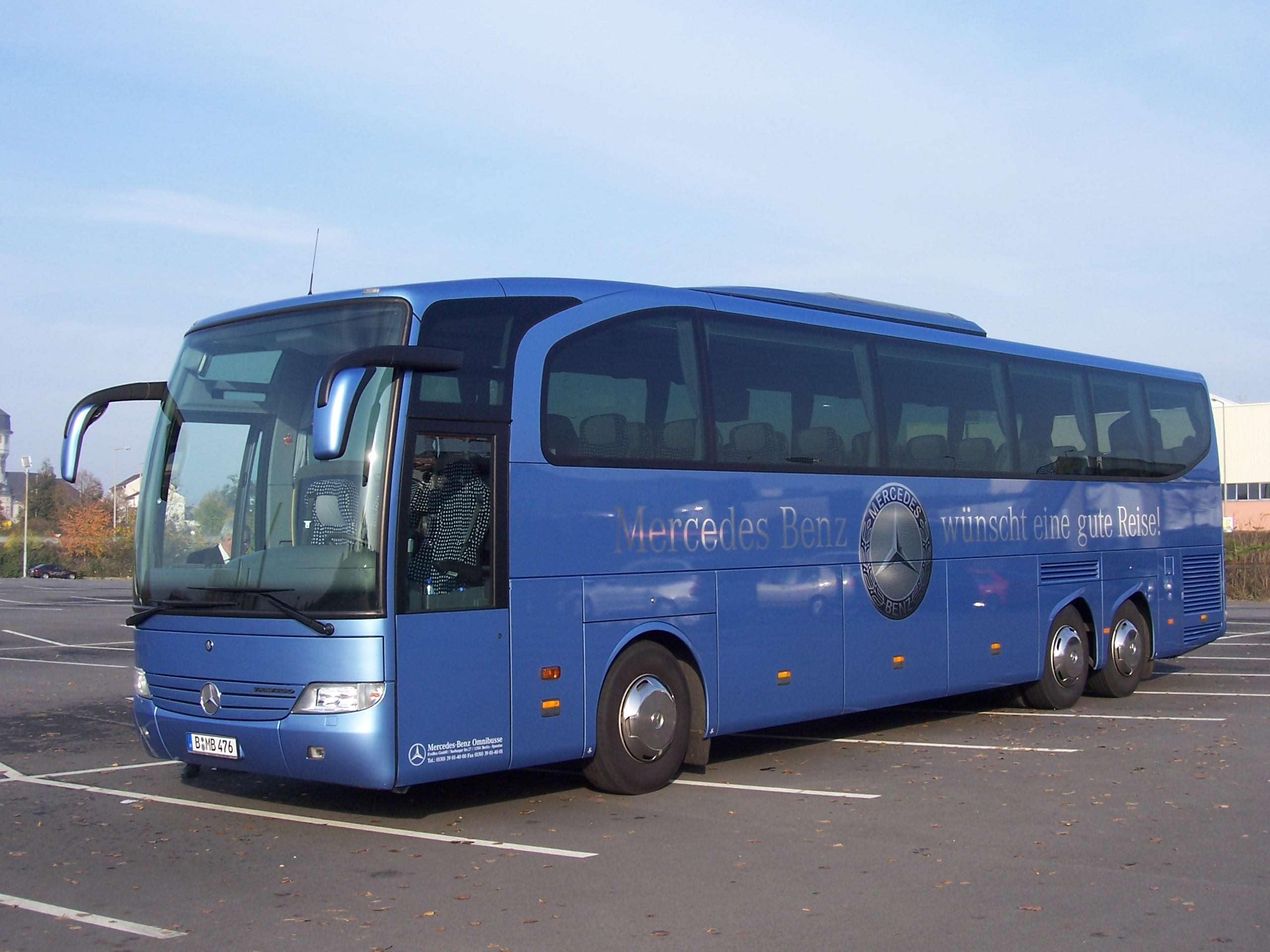
Travego